# Кирф
Кирф (нем. Kirf) — община в Германии, в земле Рейнланд-Пфальц. 
Входит в состав района Трир-Саарбург. Подчиняется управлению Саарбург.  Население составляет 834 человека (на 31 декабря 2010 года). Занимает площадь 19,15 км².